# Nhót Trung Bộ
Nhót Trung Bộ (danh pháp khoa học: Elaeagnus annamensis) là một loài thực vật có hoa trong họ Elaeagnaceae. Loài này được S.Moore mô tả khoa học đầu tiên năm 1921.